# WRESTLE KINGDOM 16
WRESTLE KINGDOM 16は2022年1月に行われた新日本プロレス主催のプロレス興行。または同興行を扱うPPVの名称。 1月4日と1月5日は東京ドームで行われ、1月8日の横浜アリーナ大会はプロレスリング・ノアとの対抗戦として行われた。

## 概要
2021年9月4日のWRESTLE GRAND SLAM in MetLife Dome1日目の休憩前に大会概要が発表された。WK16は昨年と同様な1月4日・5日の東京ドーム2連戦に加え、1月8日に横浜アリーナでも開催される。これを新日本プロレスは「レッスルキングダム3連戦」と題した。
WRESTLE KINGDOMが東京ドーム以外の会場で行われるのは史上初となり、新日本プロレスが横浜アリーナで大会を開催するのは2014年5月25日『BACK TO THE YOKOHAMA ARENA』以来、約7年半ぶり。
2021年11月20日、新日本プロレスとプロレスリング・ノアによる緊急合同記者会見が行われ、1月8日の横浜アリーナ大会にNOAHが参戦し、新日本とノアの対抗戦になることが発表された。会見には大張髙己新日本プロレス代表取締役社長と武田有弘CyberFight取締役執行役員、選手代表として棚橋弘至と清宮海斗が同席、大会の模様はABEMA PPVでLIVE配信されることも発表された。

## 大会詳細
東京ドーム大会を中継したCSテレ朝チャンネル2では副音声実況を実施し、1月4日は昨年に引き続き、清野茂樹と神田伯山が務め、1月5日のゲスト解説はファーストサマーウイカが務めた。

### 1月4日 東京ドーム大会

#### 試合結果
| 第0試合 『KOPW 2022』進出権争奪戦ニュージャパンランボー |                                                                |                                                      |
| チェーズ・オーエンズ CIMA | 27分14秒 体固め                                                | 鈴木みのる 矢野通                                    |
| ※(退場順)1.藤田晃生、2.中島佑斗、3.大岩陵平、4.TAKAみちのく、5.マスター・ワト、6.天山広吉、7.小島聡、8.DOUKI、9.金丸義信、10.本間朋晃、11.永田裕志、12.バッドラック・ファレ、13.アーロン・ヘナーレ、14.真壁刀義、藤波辰爾 |                                                                |                                                      |
| ※シングルマッチからスタートして1分毎に1選手が登場してくる時間差バトルロイヤル。 敗れた選手から退場して行き、最後の4選手になった時点で決着とする。 なお、トップロープを越えて場外に転落した選手も退場となる。 出場選手と順番はテーマ曲によって発表とする。 最後に残った4選手が、2022年1月5日東京・東京ドーム大会で行われる『KOPW 2022』決定戦4WAYマッチ進出権を獲得する。 |                                                                |                                                      |
| ※鈴木、チェーズ、CIMA、矢野が翌日の『KOPW2022』決定戦4WAYマッチ進出権を獲得。 |                                                                |                                                      |
| 第1試合 60分1本勝負 ■スペシャルシングルマッチ |                                                                |                                                      |
| ○YOH | 12分32秒 ファイブスタークラッチ                                | SHO●                                                 |
| 第2試合 30分1本勝負 |                                                                |                                                      |
| ロッキー・ロメロ 田口隆祐 ●棚橋弘至 | 8分40秒 反則                                                   | エル・ファンタズモ 石森太二 KENTA○                   |
| 第3試合 30分1本勝負 |                                                                |                                                      |
| ●BUSHI SANADA 内藤哲也 | 9分27秒 ヒドゥンブレイド→片エビ固め                            | ウィル・オスプレイ○ グレート-O-カーン ジェフ・コブ   |
| 第4試合 30分1本勝負 ■スペシャルシングルマッチ |                                                                |                                                      |
| ○柴田勝頼 | 11分46秒 PK→片エビ固め                                         | X = 成田蓮●                                          |
| ※事前の発表ではキャッチレスリングルールにて試合を行う予定だった。しかし、試合開始直前に柴田が通常のプロレスルールへの変更を提案し、成田がこれを了承したためプロレスルールに変更された。 |                                                                |                                                      |
| 第5試合 60分1本勝負 ■NEVER無差別級選手権試合 |                                                                |                                                      |
| ●石井智宏 (第34代NEVER無差別級王者) | 12分10秒 EVIL→片エビ固め                                       | EVIL○ (挑戦者)                                       |
| ※石井が初防衛に失敗、EVILが第35代王者となる。 |                                                                |                                                      |
| 第6試合 60分1本勝負 ■IWGPタッグ選手権試合 |                                                                |                                                      |
| ○YOSHI-HASHI 後藤洋央紀 (挑戦者組&WTL2021優勝) | 15分27秒 奈落→片エビ固め                                       | ザック・セイバーJr. タイチ● (第91代IWGPタッグ王者組) |
| ※タイチ&ザック組が2度目の防衛に失敗、後藤&YOSHI-HASHI組が第92代王者組となる。 |                                                                |                                                      |
| 第7試合 60分1本勝負 ■IWGPジュニアヘビー級選手権試合 |                                                                |                                                      |
| ●高橋ヒロム (挑戦者&BOSJ28優勝) | 16分18秒 リバースタイガードライバーからのピンチェ・ロコ→体固め | エル・デスペラード○ (第91代IWGPジュニアヘビー級王者) |
| ※デスペラードが初防衛に成功。 |                                                                |                                                      |
| 第8試合 60分1本勝負 ■IWGP世界ヘビー級選手権試合 |                                                                |                                                      |
| ●鷹木信悟 (第3代IWGP世界ヘビー級王者) | 35分44秒 レインメーカー→エビ固め                               | オカダ・カズチカ○ (挑戦者&G1 CLIMAX 31優勝)          |
| ※鷹木が4度目の防衛に失敗、オカダが第4代王者となる。 |                                                                |                                                      |

#### 主な出来事
- 第1試合前、新日本プロレス創設者のアントニオ猪木のメッセージVTRが場内に流された[4]。
- 柴田勝頼が、2017年4月の試合後に急性硬膜下血腫を発症して長期欠場となって以降、4年9か月ぶりの復帰を果たした[5]。

### 1月5日 東京ドーム大会

#### 試合結果
| 第0-1試合 20分1本勝負 |                                                                        |                                                                              |
| ○本間朋晃 永田裕志 真壁刀義 | 6分40秒 こけし→片エビ固め                                              | 邪道 外道● バッドラック・ファレ                                              |
| 第0-2試合 20分1本試合 |                                                                        |                                                                              |
| ○マスター・ワト 小島聡 天山広吉 | 9分23秒 ベンダバール                                                   | TAKAみちのく 金丸義信 エル・デスペラード●                                    |
| 第0-3試合 20分1本勝負 |                                                                        |                                                                              |
| 高橋ヒロム BUSHI ○鷹木信悟 | 10分28秒 ラスト・オブ・ザ・ドラゴン→片エビ固め                         | DOUKI● ザック・セイバーJr. タイチ                                            |
| 第1試合 60分1本勝負 ■IWGPジュニアタッグ選手権試合 3WAYマッチ |                                                                        |                                                                              |
| タイガーマスク ○ロビー・イーグルス (第68代IWGPジュニアタッグ王者組) | 12分07秒 ロン・ミラー・スペシャル                                      | ロッキー・ロメロ● 田口隆祐 (挑戦者組) エル・ファンタズモ 石森太二 (挑戦者組) |
| ※3チーム同時に試合を行い、いずれかの1チームが勝利した時点で決着とする。 |                                                                        |                                                                              |
| ※石森&ファンタズモ組に対し、試合中の凶器の持ち込みにより反則裁定による退場処分が下り、途中から事実上通常のタッグマッチとなった。                                           |                                                                        |                                                                              |
| ※タイガー&ロビー組が初防衛に成功。 |                                                                        |                                                                              |
| 第2試合 30分1本勝負 ■STARDOM SPECIAL MATCH |                                                                        |                                                                              |
| ●スターライト・キッド 岩谷麻優 | 9分14秒 フェニックススプラッシュ→片エビ固め                            | 上谷沙弥○ 中野たむ                                                           |
| 第3試合 時間無制限1本勝負 ■『KOPW2022』争奪戦4WAYマッチ |                                                                        |                                                                              |
| ○鈴木みのる | 6分08秒 ゴッチ式パイルドライバー→片エビ固め                            | 矢野通● CIMA チェーズ・オーエンズ                                            |
| ※前日に行われた『KOPW2022』進出権争奪ニュージャパンランボーで最後に残った4選手が4WAYマッチを行う。なお、4選手同時に試合を行い、いずれかの1選手が勝利した時点で決着とする。 |                                                                        |                                                                              |
| ※鈴木がKOPW2022保持者となる。 |                                                                        |                                                                              |
| 第4試合 60分1本勝負 ■NEVER無差別級6人タッグ選手権試合 |                                                                        |                                                                              |
| ●YOH YOSHI-HASHI 後藤洋央紀 (挑戦者組) | 9分37秒 片エビ固め                                                     | SHO○ 高橋裕二郎 EVIL (第22代NEVER無差別級6人タッグ王者組)                    |
| ※EVIL組が初防衛に成功。 |                                                                        |                                                                              |
| 第5試合 60分1本勝負 ■スペシャルシングルマッチ |                                                                        |                                                                              |
| ○SANADA | 13分21秒 オコーナーブリッジ (ジャパニーズレッグロールクラッチホールド) | グレート-O-カーン●                                                           |
| 第6試合 60分1本勝負 ■スペシャルシングルマッチ |                                                                        |                                                                              |
| ○内藤哲也 | 15分34秒 デスティーノ→片エビ固め                                       | ジェフ・コブ●                                                                |
| 第7試合 60分1本勝負 ■IWGP USヘビー級選手権 ノーDQマッチ |                                                                        |                                                                              |
| ○棚橋弘至 (挑戦者) | 22分40秒 ラダーからのハイフライフロー→片エビ固め                       | KENTA● (第11代IWGP USヘビー級王者)                                           |
| ※KENTAが初防衛に失敗、棚橋が第12代王者となる。 |                                                                        |                                                                              |
| 第8試合 60分1本勝負 ■IWGP世界ヘビー級選手権試合 |                                                                        |                                                                              |
| ○オカダ・カズチカ (第4代IWGP世界ヘビー級王者) | 32分52秒 レインメーカー→エビ固め                                       | ウィル・オスプレイ● (挑戦者)                                                 |
| ※オカダが初防衛に成功。 |                                                                        |                                                                              |

#### 主な出来事
- 第4試合終了後、後楽園ホール大会「REBOOT 2022」を終えた直後のプロレスリング・ノア所属選手全員が来場してリングに上がり、1.8横浜アリーナ大会への参戦をアピールした。新日本側は、鷹木・ヒロム・BUSHIの3人が応戦した。[6]
- KENTAが第7試合のノーDQマッチ後に負傷し、鼻骨骨折、左股関節後方脱臼骨折、背部裂傷縫合術、左環指腱性槌指と診断され[7]、長期欠場となった。

### 1月8日 横浜アリーナ大会

#### 対戦カード
| 第0-1試合 10分1本勝負                                     |                                                |                                                 |
| △藤田晃生                                                 | 10分10秒 時間切れ引き分け                      | 矢野安崇△                                       |
| 第0-2試合 20分1本勝負                                     |                                                |                                                 |
| 永田裕志 〇小島聡 天山広吉                                | 12分16秒 ラリアット→片エビ固め                 | 齋藤彰俊 モハメド・ヨネ キング・タニー●         |
| 第1試合 30分1本勝負                                       |                                                |                                                 |
| マスター・ワト 田口隆祐 〇YOSHI-HASHI 後藤洋央紀 石井智宏 | 11分42秒 逆エビ固め                            | 岡田欣也● 稲村愛輝 稲葉大樹 大原はじめ 原田大輔 |
| 第2試合 30分1本勝負                                       |                                                |                                                 |
| 〇SHO                                                     | 8分20秒 片エビ固め                             | 小峠篤司●                                       |
| 第3試合 30分1本勝負                                       |                                                |                                                 |
| ●外道 石森太二                                            | 8分59秒 ヘデック→片エビ固め                    | 吉岡世起 HAYATA〇                               |
| 第4試合 30分1本勝負                                       |                                                |                                                 |
| DOUKI 〇エル・デスペラード                                | 9分09秒 ピンチェ・ロコ→体固め                  | NOSAWA論外● YO-HEY                              |
| 第5試合 30分1本勝負                                       |                                                |                                                 |
| ●TAKAみちのく 鈴木みのる タイチ                           | 9分37秒 オリンピック予選スラム→体固め          | 矢野通 桜庭和志 杉浦貴〇                        |
| 第6試合 30分1本勝負                                       |                                                |                                                 |
| ●ディック東郷 EVIL                                        | 9分53秒 豪腕ラリアット→体固め                  | マサ北宮 潮崎豪〇                               |
| 第7試合 30分1本勝負                                       |                                                |                                                 |
| ●金丸義信 ザック・セイバーJr.                             | 15分20秒 不知火→体固め                         | 小川良成 丸藤正道〇                             |
| 第8試合 ■ダブルメインイベントI 60分1本勝負                |                                                |                                                 |
| BUSHI 高橋ヒロム SANADA 内藤哲也 〇鷹木信悟               | 26分33秒 ラスト・オブ・ザ・ドラゴン→片エビ固め | 亜烈破 タダスケ● 征矢学 拳王 中嶋勝彦           |
| 第9試合 ■ダブルメインイベントII 60分1本勝負               |                                                |                                                 |
| 棚橋弘至 〇オカダ・カズチカ                               | 24分34秒 レインメーカー→片エビ固め             | 清宮海斗● 武藤敬司                              |

#### 主な出来事
- 第5試合に参戦予定だったKENTAが1.5の試合中の負傷による欠場のため「X」（当日発表）へ変更になり、矢野が出場した。
- ABEMA放送席のゲスト解説として、ケンドーコバヤシ、松井珠理奈、三谷紬（テレビ朝日アナウンサー）が出演、特別解説を小橋建太、蝶野正洋が務めた[8][注 2]。